# Micrurus bernadi
Micrurus bernadi е вид змия от семейство Elapidae.

## Разпространение
Видът е разпространен в Мексико.